# So schön anders
So schön anders ist das zweite Studioalbum des deutschen Popsängers Adel Tawil.

## Entstehung und Artwork
Alle Stücke des Albums wurden von Adel Tawil in Zusammenarbeit mit wechselnden Co-Autoren geschrieben. Die meisten Titel entstanden in Zusammenarbeit mit Andreas Herbig, Patrick Salmy sowie Mario Wesser, die drei schrieben jeweils an sieben Stücken des Albums mit. Des Weiteren schrieb er jeweils vier Lieder mit Sera Finale und Ali Zuckowski, sowie jeweils drei mit dem Produzententeam FNSHRS. (bestehend aus: Paul NZA, Marek Pompetzki und Cecil Remmler), Robin Grubert sowie Simon Triebel. Mit Johannes Arzberger, Nicolas Rebscher und Ricardo Munoz Repko schrieb er zwei Lieder, ansonsten wirken weitere vereinzelte Autoren mit. Abgemischt und produziert wurde die reguläre Albumausgabe mit einer Ausnahme unter der Leitung von Herbig und Salmy in den Hamburger Boogie Park Studios; bei einem Lied stand ihnen Yvan Peacemaker als Produzent zu Seite. Das Lied Erinnern wurde durch die FNSHRS. produziert. Das Mastering erfolgte ebenfalls durch Herbig und Salmy in den Boogie Park Studios, sowie von Sascha Bühren in den TrueBusyness Studios in Berlin. So schön anders wurde unter den Musiklabels Island Records und Polydor veröffentlicht und durch Universal Music Publishing vertrieben.
Auf dem Cover des Albums ist – neben Künstlernamen und Liedtitel – Tawil zu sehen. Es handelt sich hierbei um eine Collage der Coverbilder aller im Vorfeld veröffentlichten Singleauskopplungen. Hauptsächlich ist Tawils Oberkörper vor einem schwarzen Hintergrund stehend zu sehen (Coverbild zur Single Ist da jemand). Darüber sind die Schatten von zwei weiteren Posen zu sehen, die über Tawil gelegt sind. Eine Pose zeigt Tawil, der das Bild verlässt (Coverbild zur Single Bis hier und noch weiter). Der andere Schatten zeigt ihn mit der Hand vor dem Gesicht (Coverbild zur Single Gott steh mir bei).

## Veröffentlichung und Promotion
Die Erstveröffentlichung von So schön anders erfolgte am 21. April 2017 in Deutschland, Österreich und der Schweiz. Das Album besteht aus 14 neuen Studioaufnahmen und ist als CD, Download und Vinylplatte erhältlich. Zeitgleich folgte die Veröffentlichung einer „Deluxe Edition“. Diese beinhaltet fünf weitere Studioaufnahmen und eine Akustikversion zu dem bereits auf dem Album erschienenen Lied Bis hier und noch weiter. Stand Mai 2022 wurde die Digitalversion von allen Plattformen entfernt.
Um das Album zu bewerben, folgte unter anderem ein gemeinsamer Liveauftritt zur Hauptsendezeit mit Bis hier und noch weiter von Tawil, KC Rebell und Summer Cem während der Echoverleihung 2017. Vor dem eigentlichen Beginn des Liedes begann Tawil ohne Musik im Hintergrund mit dem Beginn des Refrains zu Gott steh mir bei, in dem er folgende Zeilen, in einer Art Aufruf, wieder gab: „Ich hab die Bibel nicht gelesen, hab’ den Koran nicht dabei, doch wenn ich all’ das sehe, Gott steh mir bei. Hab die Tora nie gehört, hatte für Buddha keine Zeit. Ich will’s doch nur verstehen, Gott steh mir bei … Gott, Gott steh mir bei.“ Mit der Singleauskopplung Ist da jemand folgten unter anderem Liveauftritte zur Hauptsendezeit bei Schlag den Star auf ProSieben, beim ESC-Countdown 2017 im Ersten und während der RTL-Show Mensch Gottschalk – Das bewegt Deutschland, sowie im ZDF-Kulturmagazin Aspekte. Es folgten weitere Auftritte wie in der NDR Talk Show. Mit dem Titel Eine Welt eine Heimat bewarb ProSieben seine Kampagne um Green Seven 2017 – Save the Ice. Des Weiteren ist eine Tournee am Ende des Jahres geplant.

## Hintergrund
Zu Beginn der Albumproduktion plante Tawil sich in den Metropolen um Los Angeles und New York City inspirieren zu wollen. Solche Städte würden einem, zumindest am Anfang, immer eine gute Energie geben. Die haben diesen amerikanischen „just do it“-Spirit und alle Menschen, die man dort trifft, hätten diesen bestimmten Aktionismus. Später stellte er fest, dass einem das auf die Nerven gehen könne und irgendwie kam er nicht weiter. Nach kurzer Ratlosigkeit erinnerte er sich an die Einladung eines Freundes der auf Hawaii lebt und den er besuchte. Mit ihm zusammen konnte er ungestört mit den Arbeiten für das Album beginnen. Tawil selbst beschrieb die Situation vor Ort wie folgt:

„Da gibt es nichts. Gar nichts. Der hat ein paar Solarzellen auf dem Dach, um sich selbst mit Strom zu versorgen und eine selbstgebaute Dusche. Ab und zu mal eine Gasflasche. Ansonsten gibt es da nichts. Das wars. Als ich dann über den Berg gefahren bin, auf dessen Rückseite er wohnt, war plötzlich alles still. Im Radio kam nur noch Rauschen. Ich konnte keinen einzigen Sender mehr empfangen und mein Handy war tot. Plötzlich war alles weg. Ich war abgeschnitten von jeglicher Kommunikation. Ich konnte niemanden mehr erreichen und niemand konnte mich erreichen. Da wusste ich: Das war die beste Entscheidung meines Lebens. Jetzt kann ich arbeiten.“

Vor der Fertigstellung von So schön anders wollte sich Tawil noch einen kleinen Urlaub in Ägypten gönnen. Hierbei kam es zu einem tragischen Unfall, als er bei einem Sprung in ein Schwimmbecken mit seinem Kopf auf den Boden des Beckens aufprallt und sich dabei einen vierfachen Bruch des Atlas (erster Halswirbel) zuzog. Nach ersten Maßnahmen vor Ort wurde Tawil nach Berlin geflogen und in der Berliner Charité behandelt. Dieses Ereignis ging an Tawil nicht einfach so spurlos vorbei, er selbst sagte, dass es ihn auch ein Stück weit verändert habe. Dieses Erlebnis verarbeitete er unter anderem auch auf dem Album und daraus entstand der „Mut-Macher-Track“ Bis hier und noch weiter. In dem Lied Gott steh mir bei verarbeitet Tawil seine Gefühle am Tag des Anschlags auf den Berliner Weihnachtsmarkt an der Gedächtniskirche.

## Inhalt
Alle Liedtexte des Albums sind in deutscher Sprache verfasst und stammen von Adel Tawil, der die Stücke zusammen mit wechselnden Co-Autoren schrieb. Das Lied Eine Welt eine Heimat enthält eine französischsprachige Strophe die von Youssou N’Dour und eine arabischsprachige Strophe die von Mohamed Mounir interpretiert wird, sowie einen Refrain der von Tawil selbst in Englisch gesungen wird. Musikalisch bewegen sich die Lieder im Bereich der Popmusik. Es handelt sich bei allen Stücken um Neukompositionen. Neben Mounir und N’Dour sind auch die deutschen Rapper MoTrip, KC Rebell und Summer Cem auf dem Album zu hören. Neben dem Hauptgesang von Tawil ist in den Chören auch die Stimme Zuckowskis zu hören. Als Instrumentalisten sind unter anderem Juh-Der (E-Gitarre, Piano und Synthesizer), Andreas Herbig (Bass, E-Gitarre, Keyboard, Perkussion, Piano, Schlagzeug, Streichinstrumente und Synthesizer), Yvan Jaquemet (Bass, E-Gitarre, Keyboard, Perkussion, Piano, Schlagzeug und Synthesizer), Ricardo Munoz (Keyboard und Piano), Nicolas Rebscher (E-Gitarre, Perkussion und Streichinstrumente), Patrick Salmy (Bass, E-Gitarre, Keyboard, Perkussion, Piano, Schlagzeug, Streichinstrumente und Synthesizer) und Thimo Sander (E-Gitarre) zu hören.
Laut Tawil und seiner Plattenfirma Universal Music sei das Album an die Biografie Tawils angelehnt. Er verarbeite darin seine schwierigen Anfänge in der Popmusik, mit dem ersten Erfolg von The Boyz und dem raschen Fall ins Nichts. Spätere Erfolge mit Ich + Ich und das private Glück. Sein Durchbruch als Solokünstler sowie die schwierige Zeit danach mit privaten Tiefpunkten wie der Scheidung von seiner Frau und einem tragischen Unfall während eines Urlaubaufenthaltes in Ägypten. Tawil habe einfach alles erzählt, was ihm passiert sei. Er habe den ganzen Schmerz reingepackt und die ganz großen Glücksmomente. Tawil habe über das geschrieben was er in der Welt sah, in Europa und an den Außengrenzen von Europa, in Ägypten. Er habe über das geschrieben, was ihn und wahrscheinlich sehr viele Menschen beschäftigt. Die Krisen und die Konflikte rücken näher, die Stimmung wird aggressiver. Die Menschen seien unzufriedenen und wissen nicht mehr, in welche Richtung sich die Dinge entwickeln. Manchmal spüre man ja auch eine gewisse Verzweiflung, angesichts der Geschehnisse in der Welt und aus genauso einer Verzweiflung heraus habe er den Titel Gott steh mir bei geschrieben. Auf der anderen Seite habe er aber auch ein sehr hoffnungsvolles und verbindendes Lied geschrieben. Es heißt Eine Welt eine Heimat, denn auch wenn sich die Situation auf der Welt gerade nicht unbedingt zum Positiven entwickele, so gibt es am Ende des Tages doch mehr Hoffnung, mehr Menschlichkeit als Zerstörung und mehr Liebe als Hass. Im Endeffekt wolle Tawil Lieder singen, die man im Bauch fühlen kann. Lieder, die ganz er seien.
| #  | Titel                                                         | Autor(en) | Produzent(en)                                  | Länge |
| -- | ------------------------------------------------------------- | --- | ---------------------------------------------- | ----- |
| 1  | So schön anders                                               | Johannes Arzberger, Andreas Herbig, Sebastian Kirchner, Patrick Salmy, Adel Tawil, Mario Wesser                     | Andreas Herbig, Patrick Salmy                  | 4:07  |
| 2  | Ist da jemand                                                 | Nicolas Rebscher, Adel Tawil, Simon Triebel, Ali Zuckowski                                                          | Andreas Herbig, Patrick Salmy                  | 3:43  |
| 3  | Ich bin wie ich bin                                           | Andreas Herbig, Patrick Salmy, Adel Tawil, Mario Wesser                                                             | Andreas Herbig, Patrick Salmy                  | 3:44  |
| 4  | Eine Welt eine Heimat (feat. Youssou N’Dour & Mohamed Mounir) | Mohamed Mounir, Youssou N’Dour, Konstantin Scherer, Vincent Stein, Adel Tawil, Mario Wesser                         | Andreas Herbig, Patrick Salmy                  | 4:01  |
| 5  | Worte                                                         | Andreas Herbig, Philip John Kühn, Alexander Saenda Lück, Ricardo Munoz Repko, Patrick Salmy, Adel Tawil             | Andreas Herbig, Patrick Salmy                  | 3:58  |
| 6  | Bis hier und noch weiter (feat. KC Rebell & Summer Cem)       | Yvan Jaquemet, Hüseyin Kökseçen, Adel Tawil, Cem Toraman, Marcel Uhde, Mario Wesser                                 | Andreas Herbig, Yvan Peacemaker, Patrick Salmy | 3:48  |
| 7  | Mein Leben ohne mich                                          | Andreas Herbig, Patrick Salmy, Adel Tawil, Mario Wesser                                                             | Andreas Herbig, Patrick Salmy                  | 3:14  |
| 8  | Gott steh mir bei                                             | FNSHRS., Andreas Herbig, Patrick Salmy, Adel Tawil, Mario Wesser                                                    | Andreas Herbig, Patrick Salmy                  | 4:10  |
| 9  | Endgegner                                                     | Johannes Arzberger, Andreas Herbig, David Jürgens, Patrick Salmy, Adel Tawil, Mario Wesser, Ali Zuckowski           | Andreas Herbig, Patrick Salmy                  | 3:28  |
| 10 | Nur Liebe mitgebracht                                         | Sera Finale, Robin Grubert, Adel Tawil                                                                              | Andreas Herbig, Patrick Salmy                  | 4:01  |
| 11 | Polarlichter (feat. MoTrip)                                   | Zulfiquar Ali Chaudhry, Mohamed El Moussaoui, FNSHRS., Elias Klughammer, Michael Kristanec, David Ruoff, Adel Tawil | Andreas Herbig, Patrick Salmy                  | 3:52  |
| 12 | Bei dir                                                       | Sera Finale, Robin Grubert, Adel Tawil                                                                              | Andreas Herbig, Patrick Salmy                  | 2:57  |
| 13 | Erinnern                                                      | Sera Finale, FNSHRS., Adel Tawil, Simon Triebel                                                                     | FNSHRS.                                        | 3:24  |
| 14 | Sensation                                                     | Sera Finale, Robin Grubert, Adel Tawil, Alexander Zuckowski                                                         | Andreas Herbig, Patrick Salmy                  | 3:37  |
|    | Deluxe Edition (CD 2)                                         | |                                                |       |
| 1  | Wahr ist                                                      | Andreas Herbig, Sebastian Kirchner, Heike Kospach, Patrick Salmy, Adel Tawil                                        |                                                | 4:17  |
| 2  | Tänzer und Soldaten                                           | Robin Haefs, Sera Finale, Konstantin Scherer, Vincent Stein, Adel Tawil                                             | Beatzarre, Djorkaeff                           | 2:51  |
| 3  | Die schönsten Tage                                            | Sera Finale, Nico Santos, Konstantin Scherer, Vincent Stein, Adel Tawil                                             |                                                | 3:07  |
| 4  | Zwischen zwei Lieben                                          | Sera Finale, Annette Humpe, Konstantin Scherer, Vincent Stein, Adel Tawil                                           |                                                | 0:31  |
| 5  | Brüder                                                        | Andreas Herbig, Ricardo Munoz Repko, Patrick Salmy, Nico Suave, Adel Tawil                                          |                                                | 3:45  |
| 6  | Ist da jemand (Akustikversion)                                | Nicolas Rebscher, Adel Tawil, Simon Triebel, Ali Zuckowski                                                          |                                                | 3:43  |

## Singleauskopplungen
Bereits eineinhalb Monate vor der Veröffentlichung von So schön anders veröffentlichte Tawil vorab zwei Singles an einem Tag. Am 17. März 2017 erschienen die Singleauskopplungen Bis hier und noch weiter und Ist da jemand. Beide Singles erreichten gleichzeitig in Deutschland, Österreich und der Schweiz die Charts. Drei Wochen später erschien mit Gott steh mir bei der dritte Vorbote des Albums am 7. April 2017. Mit Eine Welt eine Heimat erschien die vierte Singleauskopplung des Albums am 18. August 2017. Mit der gleichnamigen Single So schön anders erschien die bislang letzte Singleauskopplung des Albums am 20. Oktober 2017. Die letzten drei verfehlten einen Charteinstieg. Zu allen Singleauskopplungen erschien auch ein Musikvideo. Die erfolgreichste Single aus dem Album ist das mit Gold ausgezeichnete Stück Ist da jemand.
Singles in den Charts

| Jahr | Titel                    | Höchstplatzierung, Gesamtwochen, AuszeichnungChartplatzierungen (Jahr, Titel, , Platzierungen, Wochen, Auszeichnungen, Anmerkungen) | Höchstplatzierung, Gesamtwochen, AuszeichnungChartplatzierungen (Jahr, Titel, , Platzierungen, Wochen, Auszeichnungen, Anmerkungen) | Höchstplatzierung, Gesamtwochen, AuszeichnungChartplatzierungen (Jahr, Titel, , Platzierungen, Wochen, Auszeichnungen, Anmerkungen) | Anmerkungen                                                      |
| Jahr | Titel                    | DE | AT | CH | Anmerkungen                                                      |
| ---- | ------------------------ | --- | --- | --- | ---------------------------------------------------------------- |
| 2017 | Bis hier und noch weiter | DE23 (12 Wo.)DE | AT72 (2 Wo.)AT | CH97 (1 Wo.)CH | Erstveröffentlichung: 17. März 2017 feat. KC Rebell & Summer Cem |
| 2017 | Ist da jemand            | DE12 Gold · (27 Wo.)DE | AT9 (22 Wo.)AT | CH3 (28 Wo.)CH | Erstveröffentlichung: 17. März 2017 Verkäufe: + 200.000          |

## So schön anders Tour
Die folgende Liste beinhaltet alle Konzerte in chronologischer Reihenfolge, die Tawil während seiner So schön anders Tour spielte. Die Tour erstreckte sich vom 30. Juni 2017 bis 5. Juli 2019 und führte ihn bei seinen 39 Konzerten durch Deutschland, Italien, Österreich und die Schweiz.
| Datum              | Stadt             | Veranstaltungsort            | Land        |
| ------------------ | ----------------- | ---------------------------- | ----------- |
| 30. Juni 2017      | Plauen            | Parktheater                  | Deutschland |
| 8. Juli 2017       | München           | Tollwood-Festival            | Deutschland |
| 21. Juli 2017      | Weimar            | Weimarhalle                  | Deutschland |
| 29. Juli 2017      | Dresden           | Freilichtbühne Junge Garde   | Deutschland |
| 24. August 2017    | Meran             | Schloss Trauttmansdorff      | Italien     |
| 27. Oktober 2017   | Graz              | Helmut-List-Halle            | Österreich  |
| 28. Oktober 2017   | Wien              | Gasometer                    | Österreich  |
| 29. Oktober 2017   | Linz              | TipsArena                    | Österreich  |
| 1. November 2017   | Zürich            | Halle 622                    | Schweiz     |
| 3. November 2017   | Hannover          | Swiss Life Hall              | Deutschland |
| 4. November 2017   | Bremen            | Pier 2                       | Deutschland |
| 5. November 2017   | Köln              | Palladium                    | Deutschland |
| 7. November 2017   | Lingen (Ems)      | EmslandArena                 | Deutschland |
| 9. November 2017   | Leipzig           | Haus Auensee                 | Deutschland |
| 11. November 2017  | Berlin-Tempelhof  | Columbiahalle                | Deutschland |
| 12. November 2017  | Hamburg           | Mehr!-Theater am Großmarkt   | Deutschland |
| 14. November 2017  | Rostock           | Stadthalle                   | Deutschland |
| 15. November 2017  | Magdeburg         | Stadthalle                   | Deutschland |
| 17. November 2017  | Halle (Westf.)    | Gerry-Weber-Stadion          | Deutschland |
| 18. November 2017  | Oberhausen        | König-Pilsener-Arena         | Deutschland |
| 19. November 2017  | Frankfurt am Main | Festhalle                    | Deutschland |
| 18. Mai 2018       | Bozen             | Bozen Stadthalle             | Italien     |
| 26. Mai 2018       | Korbach           | Continental-Arena            | Deutschland |
| 2. Juni 2018       | Erfurt            | Messehalle                   | Deutschland |
| 8. Juni 2018       | Emmendingen       | Schlossplatz                 | Deutschland |
| 9. Juni 2018       | Stuttgart         | Freilichtbühne Killesberg    | Deutschland |
| 10. Juni 2018      | Heilbronn         | Wertwiesenpark               | Deutschland |
| 15. Juni 2018      | Hamburg           | Stadtpark Freilichtbühne     | Deutschland |
| 16. Juni 2018      | Berlin            | Kindl-Bühne Wuhlheide        | Deutschland |
| 21. Juli 2018      | Mainz             | Zitadelle Mainz              | Deutschland |
| 3. August 2018     | Salzkotten        | Dreckburg Salzkotten         | Deutschland |
| 17. August 2018    | Wolgast           | Schlossinsel Wolgast         | Deutschland |
| 24. August 2018    | Bochum            | Zeltfestival Ruhr            | Deutschland |
| 25. August 2018    | Köln              | Arena an der Wassermannhalle | Deutschland |
| 8. September 2018  | Koblenz           | Deutsches Eck                | Deutschland |
| 9. September 2018  | Oelde             | Sparkassen-Waldbühne         | Deutschland |
| 10. September 2018 | Nideggen          | Burg Nideggen                | Deutschland |
| 29. Mai 2019       | Waghäusel         | Zucker Wag & Häusel Festival | Deutschland |
| 5. Juli 2019       | Kestenholz        | St. Peter at Sunset          | Schweiz     |

## Mitwirkende
Albumproduktion
- Johannes Arzberger – Autor (Lieder: 1, 9)
- Sascha Bühren – Mastering (Lieder: 1–12, 14)
- Zulfiquar Ali Chaudhry – Autor (Lied 11)
- Juh-Der – E-Gitarre (Lied 6), Piano (Lied 6), Synthesizer (Lied 6)
- Mohamed El Moussaoui (MoTrip) – Autor (Lied 11), Rap (Lied 11)
- Sera Finale – Autor (Lieder: 10, 12, 13–14, 2.2-2.4)
- Robin Grubert – Autor (Lieder: 10, 12, 14)
- Robin Haefs – Autor (Lied 2.2)
- Andreas Herbig – Abmischung (Lieder: 1–12, 14), Autor (Lieder: 1, 3, 5, 7–9, 2.1, 2.5), Bass (Lied 2), E-Gitarre (Lied 2), Keyboard (Lieder: 2, 6), Mastering (Lieder: 1–12, 14), Musikproduzent (Lieder: 1–12, 14), Perkussion (Lied 2), Piano (Lied 2), Schlagzeug (Lieder: 2, 6), Streichinstrumente (Lied 2), Synthesizer (Lieder: 2, 6)
- Annette Humpe – Autor (Lied 2.4)
- David Jürgens – Autor (Lied 9)
- Sebastian Kirchner – Autor (Lieder: 1, 2.1)
- Elias Klughammer – Autor (Lied 11)
- Hüseyin Kökseçen (KC Rebell) – Autor (Lied 6), Rap (Lied 6)
- Heike Kospach – Autor (Lied 2.1)
- Michael Kristanec – Autor (Lied 11)
- Philip John Kühn – Autor (Lied 5)
- Alexander Saenda Lück – Autor (Lied 5)
- Mohamed Mounir – Autor (Lied 4), Gesang (Lied 4)
- Youssou N’Dour – Autor (Lied 4), Gesang (Lied 4)
- Paul NZA – Autor (Lieder: 8, 11, 13), Musikproduzent (Lied 13)
- Yvan Peacemaker/Yvan Jaquemet – Autor (Lied 6), Bass (Lied 6), E-Gitarre (Lied 6), Keyboard (Lied 6), Musikproduzent (Lied 6), Perkussion (Lied 6), Piano (Lied 6), Schlagzeug (Lied 6), Synthesizer (Lied 6)
- Marek Pompetzki – Autor (Lieder: 8, 11, 13), Musikproduzent (Lied 13)
- Nicolas Rebscher – Autor (Lieder: 2, 2.6), E-Gitarre (Lied 2), Perkussion (Lied 2), Streichinstrumente (Lied 2)
- Cecil Remmler – Autor (Lieder: 8, 11, 13), Musikproduzent (Lied 13)
- Ricardo Munoz Repko – Autor (Lieder: 5, 2.5), Keyboard (Lied 2), Piano (Lied 2)
- David Ruoff – Autor (Lied 11)
- Patrick Salmy – Abmischung (Lieder: 1–12, 14), Autor (Lieder: 1, 3, 5, 7–9, 2.1, 2.5), Bass (Lied 2), E-Gitarre (Lied 2), Keyboard (Lieder: 2, 6), Mastering (Lieder: 1–12, 14), Musikproduzent (Lieder: 1–12, 14), Perkussion (Lied 2), Piano (Lied 2), Schlagzeug (Lieder: 2, 6), Streichinstrumente (Lied 2), Synthesizer (Lieder: 2, 6)
- Nico Santos – Autor (Lied 2.3)
- Thimo Sander – E-Gitarre (Lied 2)
- Konstantin Scherer (Djorkaeff) – Autor (Lied 4, 2.2-2.4), Musikproduzent (Lied 2.2)
- Vincent Stein (Beatzarre) – Autor (Lied 4, 2.2-2.4), Musikproduzent (Lied 2.2)
- Nico Suave – Autor (Lied 2.5)
- Adel Tawil – Autor (Lieder: 1–2.6), Gesang (Lieder: 1–2.6), Hintergrundgesang (Lieder: 1–2.6)
- Simon Triebel – Autor (Lieder: 2, 13, 2.6)
- Cem Toraman (Summer Cem) – Autor (Lied 6), Rap (Lied 6)
- Marcel Uhde – Autor (Lied 6)
- Mario Wesser – Autor (Lieder: 1, 3–4, 6–9)
- Ali Zuckowski – Autor (Lieder: 2, 9, 14, 2.6), Hintergrundgesang (Lied 2)

Unternehmen
- Boogie Park Studios – Tonstudio
- Island Records – Musiklabel
- Polydor – Musiklabel
- TrueBusyness Studios – Tonstudio
- Universal Music Publishing – Vertrieb

## Rezeption

### Rezensionen
Markus Brandstetter vom deutschsprachigen Online-Magazin laut.de vergab lediglich einen von fünf Sternen und beschrieb das Werk mit folgenden Worten: Tawil habe eine extrem gefühlvolle Platte produziert. Sie klänge so ähnlich wie alle anderen deutschen „Befindlichkeits-Songschreiber-Alben“ dieser dunklen Epoche: nach Schlager. Sterne reimt sich auf Ferne und die Aphorismen seien tonnenschwer. Das sei alles sehr inspirierend, wenn man die Botschaften an sich heran lässt, wenn man sein Herz öffnet. „Sie sagen einem, dass man den Diem carpen solle, das Leben to the fullest leben. Es könnte schon morgen alles vorbei sein, deswegen lasst uns auf Regenbogen tanzen, Regenbogen sind so schön. Einhörner eh!“ Gerade wenn man dahin schmelze und mit Einhörnern nie enden wollende Partys feiert, komme Tawil plötzlich mit „gravierend existenzialistischen Evaluierungen des Daseins“ und eines möglichen metaphysischen Narrativs. Alles mit ganz viel Atmosphäre, mit Keyboard-Flächen, mit Oh-oh-ohs. Oder mit Yeah-oh-ohs, wie bei Ich bin wie ich bin. Allein der Titel verspreche Großes und halte es auch souverän ein. Später ist auch Youssou N’Dour zu Gast (Eine Welt eine Heimat), das Ganze solle eine Mischung aus Dancefloor und Weltbürgertum verkörpern. Weitere Themen der Platte seien: „Namen in den Sand schreiben, sich fragen, warum die Welt so ist, wie sie ist, das Leben leben, aus Fehlern lernen, den Weg gehen.“ Eine schöne, charismatische Stimme mache leider noch lange kein interessantes Album. So schön anders sei quintessentieller, kontemporärer Deutschpop: „Bieder, gefällig, anschmiegsam, gut konstruiert, gut produziert, handwerklich durchdacht, ungefährlich, leicht verdaulich, unverbindlich, offensichtlich.“ Man komme nicht aus dem Gähnen raus. Dagegen sei Abenteuerland von Pur ein Dostojewski-Roman.
Martin Smeets vom deutschsprachigen Online-Magazin plattentests.de vergab vier von zehn Punkten und beschrieb das Album wie folgt: Tawil habe in Sachen Quantität nicht gegeizt. „Value for money?“ (englisch „Preis-Leistungs-Verhältnis“) könne Tawil schon mal. Klar kann man jetzt einwenden, dass dieses Liedmatieral erst mal etwas taugen müsse. So schön anders biete Angriffsfläche bis zum Horizont, weil eine Menge an Textbausteinen wirken, als wären sie erst gestern direkt aus dem Phrasenschwein entnommen worden und genau deshalb eben auch nur Bausteine sind, die den Emotionen, die diese Lieder im Überfluss zu vermitteln suchen, an jeder Ecke im Weg stünden. Oder weil der pompös produzierte Breitwandpop, den Tawil zumeist darbietet, nach all den Jahren nun wirklich so ziemlich alles, aber bestimmt nicht interessanter geworden sei. Man könnte so weiter machen, oder ganz einfach längst Bekanntes wiederholen: Es sei alles mit den besten Intentionen erdacht worden, aber zu oft eben nicht mehr. Genau deshalb habe man mal wieder nicht auf Lieder wie das titelgebende So schön anders, das alle gängigen Standards abfrühstückende Ich bin wie ich bin, oder das generische Erinnern gewartet. Trotzdem wird man dem Album nicht ganz gerecht, wenn man nur auf den eh schon zu Allgemeinplätzen gewordenen Kritikpunkten herumreite. Und nicht erwähnt, dass man ein Lied wie Eine Welt eine Heimat durchaus mal honorieren könne, weil Tawil hier genau das macht, was zum Beispiel Böhmermann in seiner Parodie Menschen Leben Tanzen Welt gefordert hat und was man sich oftmals wünscht: Stellung beziehen und relevant sein. Und weil er gerade dabei ist, mache er es mit Gott steh mir bei gleich noch mal. Auch hier könne man sich zu Recht über viel Pathos und den prominenten Bezug zu Gott mokieren, oder einfach froh sein, dass nicht über Menschen, Leben, Tanzen und die Welt palavert wird. Die Frage ist natürlich, ob das der Anspruch sein könne und so mache sich beim Blick über So schön anders doch Ernüchterung breit, weil nur Polarlichter ziel- und geschmackssicher des Weges komme. Ansonsten sei fast alles unter „gut gemeint“ einsortiert worden. Und was das ist, wisse man ja.

### Chartplatzierungen
So schön anders erreichte in Deutschland die Spitze der Albumcharts und konnte sich dort eine Woche behaupten sowie fünf Wochen in den Top 10 und 40 Wochen in den Charts. In Österreich erreichte das Album Position fünf und konnte sich insgesamt drei Wochen in den Top 10 sowie 22 Wochen in den Charts halten. In der Schweiz erreichte das Album Position drei der Charts und platzierte sich fünf Wochen in den Top 10 und 33 Wochen in der Hitparade. Für Tawil ist es der erste Nummer-eins-Erfolg als Solokünstler in Deutschland. Bereits mit dem Duo Ich + Ich konnte er sich zuvor zwei Mal an der Spitze der deutschen Albumcharts platzieren. Es ist sein zweiter Charterfolg in allen drei Ländern, sowie zeitgleich sein zweiter Top-10-Erfolg in Deutschland und Österreich. Bis heute platzierte sich kein Album Tawils höher in allen drei Ländern. 2017 platzierte sich das Album auf Position 15 der Album-Jahrescharts in Deutschland, auf Position 63 in Österreich sowie auf Position 29 in der Schweiz.
| ChartsChartplatzierungen | Höchstplatzierung | Wochen |
| ------------------------ | ----------------- | ------ |
| Deutschland (GfK)        | 1 (40 Wo.)        | 40     |
| Österreich (Ö3)          | 5 (22 Wo.)        | 22     |
| Schweiz (IFPI)           | 3 (33 Wo.)        | 33     |

| ChartsJahrescharts (2017) | Platzierung |
| ------------------------- | ----------- |
| Deutschland (GfK)         | 15          |
| Österreich (Ö3)           | 63          |
| Schweiz (IFPI)            | 29          |

### Auszeichnungen für Musikverkäufe
Im Oktober 2017 wurde für So schön anders in Österreich eine Goldene Schallplatte für über 7.500 verkaufte Einheiten vergeben. Im Februar 2018 folgte eine Platin-Schallplatte in Deutschland. Damit wurde für das Album insgesamt jeweils ein Mal Gold und ein Mal Platin für über 207.500 verkaufte Einheiten vergeben.
| Land/Region        | Auszeichnungen für Musikverkäufe (Land/Region, Auszeichnung, Verkäufe) | Verkäufe |
| ------------------ | ---------------------------------------------------------------------- | -------- |
| Deutschland (BVMI) | Platin                                                                 | 200.000  |
| Österreich (IFPI)  | Gold                                                                   | 7.500    |
| Insgesamt          | 1× Gold · 1× Platin ·                                                  | 207.500  |